# 蒙夸
蒙夸（法語：Montcoy，法語發音：[mɔ̃kwa]）是法国索恩-卢瓦尔省的一个市镇，属于卢昂区。

## 地理
蒙夸（46°48'3"N, 4°59'52"E）面积9.06 平方千米，位于法国勃艮第-弗朗什-孔泰大區索恩-卢瓦尔省，该省份为法国中部省份，北起顺时针与科多尔省、汝拉省、安省、罗讷省、卢瓦尔省、阿列省和涅夫勒省接壤。
与蒙夸接壤的市镇（或旧市镇、城区）包括：达姆雷、阿莱里奥、贝村、盖尔方、布雷斯地区圣克里斯托夫、布雷斯地区圣马丹。

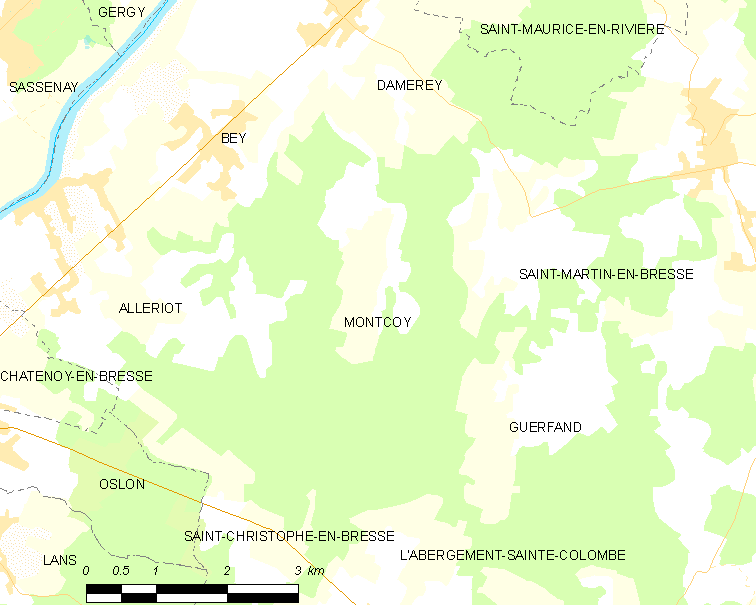
蒙夸的OSM定位图

蒙夸的时区为UTC+01:00、UTC+02:00（夏令时）。

## 行政
蒙夸的邮政编码为71620，INSEE市镇编码为71312。

## 政治
蒙夸所属的省级选区为索恩河畔乌鲁县。

## 人口

1962-2008年间蒙夸人口变化图示

蒙夸于2022年1月1日时的人口数量为241人。